# Kanton Bourg-la-Reine
Der Kanton Bourg-la-Reine war von 1967 bis 2015 ein französischer Wahlkreis im Arrondissement Antony, im Département Hauts-de-Seine und in der Region Île-de-France. Sein Hauptort war Bourg-la-Reine.

## Gemeinden
Der Kanton bestand aus der Gemeinde Bourg-la-Reine und einem Teil der Gemeinde Antony (hier angegeben ist die Gesamteinwohnerzahl; im Kanton Bourg-la-Reine lebten etwa 15.100 Einwohner von Antony). Der andere Teil befand sich im Kanton Antony:
| Gemeinde       | Einwohner Jahr | Fläche km² | Bevölkerungsdichte | Code INSEE | Postleitzahl |
| -------------- | -------------- | ---------- | ------------------ | ---------- | ------------ |
| Antony         | 61.727 (2013)  | –          | – Einw./km²        | 92002      | 92160        |
| Bourg-la-Reine | 19.712 (2013)  | 1,51       | 13054 Einw./km²    | 92014      | 92340        |